# Placey
Placey ist eine französische Gemeinde mit 193 Einwohnern (Stand: 1. Januar 2022) im Département Doubs in der Region Bourgogne-Franche-Comté.

## Geographie
Placey liegt auf einer Höhe von 247 m über dem Meeresspiegel, etwa 14 Kilometer westlich der Stadt Besançon (Luftlinie). Das Dorf erstreckt sich in der leicht gewellten Landschaft zwischen den Flussläufen von Doubs im Süden und Ognon im Norden, an einem leicht nach Osten geneigten Hang.
Die Fläche des 2,57 km² großen Gemeindegebiets umfasst einen Abschnitt südlich des Ognon. Das Gebiet ist leicht gewellt und überwiegend von Acker- und Wiesland bestanden, daneben gibt es auch einige kleinere Waldflächen (Bois Saint-Paul und Bois de la Combe du Remay). Durch den Dorfbach wird der nördliche Teil in einer offenen Talmulde zum Ruisseau de Noironte entwässert. Nach Süden erstreckt sich das Gemeindeareal über das Plateau (260 m) in das Quellgebiet des Ruisseau de Pommeau (Zufluss des Ruisseau de Recologne). Mit 281 m wird auf der Anhöhe östlich des Dorfes die höchste Erhebung von Placey erreicht.
Nachbargemeinden von Placey sind Recologne und Noironte im Norden, Audeux im Osten, Mazerolles-le-Salin und Lavernay im Süden sowie Franey im Westen.

## Geschichte
Verschiedene Spuren weisen darauf hin, dass das Gemeindegebiet von Placey bereits während der gallorömischen Zeit besiedelt war. Im Mittelalter gehörte Placey zur Herrschaft Audeux. Zusammen mit der Franche-Comté gelangte das Dorf mit dem Frieden von Nimwegen 1678 definitiv an Frankreich. Heute ist Placey Mitglied des Gemeindeverbandes Val Marnaysien.

## Sehenswürdigkeiten
Die Kapelle Notre-Dame de la Nativité wurde im 16. Jahrhundert im gotischen Stil erbaut und 1716 umgestaltet.

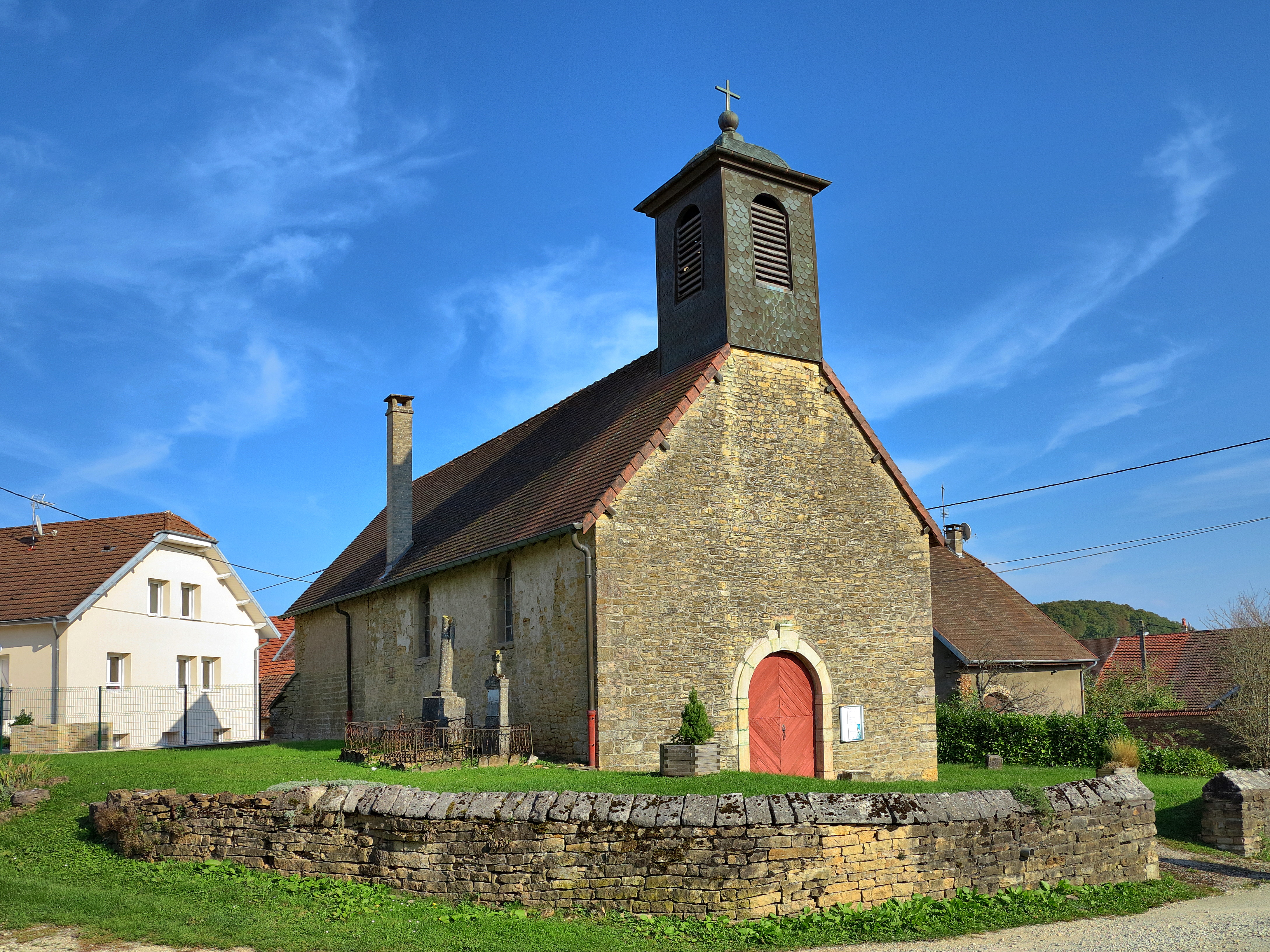
Kapelle Notre-Dame de la Nativité
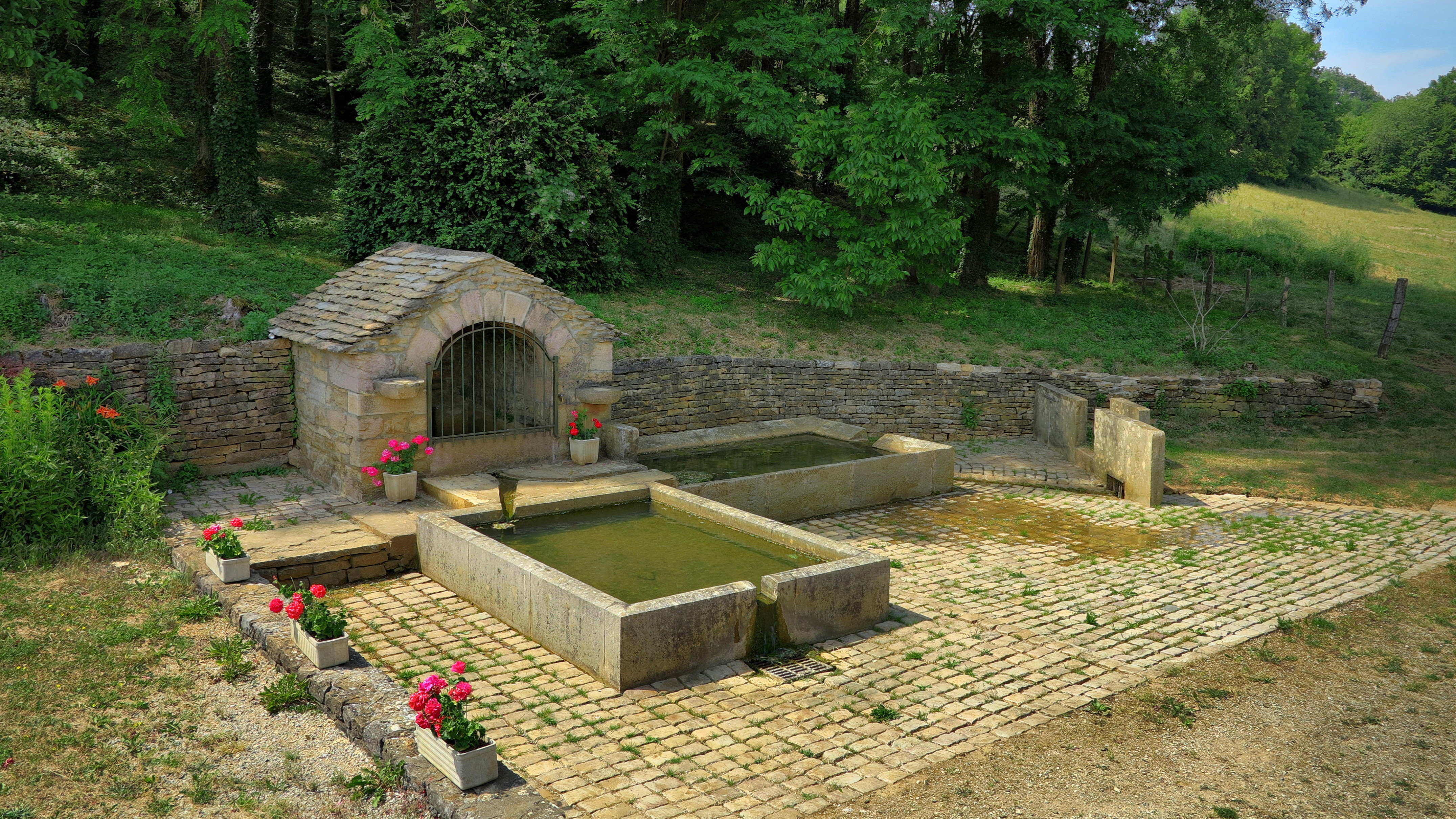
Lavoir, Brunnen und Viehtränke

## Bevölkerung
| Jahr                       | 1962 | 1968 | 1975 | 1982 | 1990 | 1999 | 2004 | 2016 |
| Einwohner                  | 71   | 70   | 107  | 151  | 164  | 165  | 165  | 198  |
| Quellen: Cassini und INSEE |      |      |      |      |      |      |      |      |

Mit 193 Einwohnern (Stand 1. Januar 2022) gehört Placey zu den kleinen Gemeinden des Départements Doubs. Nachdem die Einwohnerzahl in der ersten Hälfte des 20. Jahrhunderts stets im Bereich zwischen 60 und 85 Personen gelegen hatte, wurde seit Beginn der 1970er Jahre ein deutliches Bevölkerungswachstum verzeichnet. Bis Anfang der 1990er Jahre hatte sich die Einwohnerzahl mehr als verdoppelt und bleibt seitdem auf diesem Niveau.

## Wirtschaft und Infrastruktur
Placey war bis weit ins 20. Jahrhundert hinein ein vorwiegend durch die Landwirtschaft (Ackerbau, Obstbau und Viehzucht) und die Forstwirtschaft geprägtes Dorf. Noch heute leben die Bewohner zur Hauptsache von der Tätigkeit im ersten Sektor. Außerhalb des primären Sektors gibt es nur wenige Arbeitsplätze im Dorf. Einige Erwerbstätige sind auch Wegpendler, die in den umliegenden größeren Ortschaften und insbesondere in der Agglomeration Besançon ihrer Arbeit nachgehen.
Die Ortschaft ist verkehrstechnisch gut erschlossen. Sie liegt nahe der Hauptstraße D67, die von Besançon nach Gray führt. Der nächste Anschluss an die Autobahn A36 befindet sich in einer Entfernung von ungefähr neun Kilometern. Weitere Straßenverbindungen bestehen mit Noironte und Lavernay.